# شیائو ژی
شیائو ژی (انگلیسی: Xiao Zhi؛ زادهٔ ۲۸ مهٔ ۱۹۸۵) بازیکن فوتبال اهل چین است.
از باشگاه‌هایی که در آن بازی کرده‌است می‌توان به باشگاه فوتبال گوانگ‌ژو آر و اف اشاره کرد.
وی همچنین در تیم ملی فوتبال چین بازی کرده‌است.